# Предстоятели Украинской грекокатолической церкви
Ниже представлен список предстоятелей Русской униатской церкви и Украинской грекокатолической церквей.

## Митрополиты Киевские, Галицкие и всея Руси
После заключения Брестской унии у Михаила Рогозы остался титул Митрополита Киевского, Галицкого и всея Руси, который имели киевские первосвященники после отделения в 1458 году Московской митрополии. Этот титул унаследовали и преемники Михаила Рогозы:
| Илл. | Имя                  | Начало           | Конец          | Примечание |
| ---- | -------------------- | ---------------- | -------------- | ---------- |
|      | Михаил Рогоза        | 1596             | 1599           |            |
|      | Ипатий Поцей         | 26 сентября 1599 | 18 июля 1613   |            |
|      | Иосиф Рутский        | 5 апреля 1614    | 5 февраля 1637 |            |
|      | Рафаил Корсак        | 1637             | 1642           |            |
|      | Антон Селява         | 1642             | 1655           |            |
|      | Гавриил Коленда      | 1655             | 1674           |            |
|      | Киприан Жоховский    | 1674             | 1693           |            |
|      | Лев Слюбич-Заленский | 1694             | 1708           |            |
|      | Юрий Винницкий       | 1708             | 1713           |            |
|      | Лев Кишка            | 1714             | 1728           |            |
|      | Атанасий Шептицкий   | 1729             | 1746           |            |
|      | Флориан Гребницкий   | 1748             | 1762           |            |
|      | Филип Володкович     | 1762             | 1778           |            |
|      | Лев Шептицкий        | 1778             | 1779           |            |
|      | Ясон Смогоржевский   | 1780             | 1788           |            |
|      | Феодосий Ростоцкий   | 1788             | 1805           |            |

## Митрополиты Галицкие — архиепископы Львовские
24 февраля 1807 года Папа Римский Пий VII подписал буллу «In universalis Ecclesiae regimine», по которой провозглашалась грекокатолическая Галицкая митрополия и утверждалась кандидатура на пост митрополита, как правопреемника Киевской грекокатолической митрополии. Титул предстоятеля — митрополит Галицкий, архиепископ Львовский.
- 1808—1814 — Антоний Ангелович
- 1816—1858 — Михаил Левицкий
- 1860—1863 — Григорий Яхимович
- 1863—1869 — Спиридон Литвинович
- 1870—1882 — Иосиф Сембратович
- 1885—1898 — Сильвестр Сембратович
- 1899—1900 — Юлиан Сас-Куиловский
- 1900—1944 — Андрей Шептицкий
- 1944—(1963) — Иосиф Слипый

## Верховные архиепископы Львовские
| Порядок | Портрет | Имя и годы жизни                                                                             | Начало          | Конец           | Герб | Примечания                                                                |
| ------- | ------- | -------------------------------------------------------------------------------------------- | --------------- | --------------- | ---- | ------------------------------------------------------------------------- |
| 1       |         | Его Высокопреосвященство кардинал Иосиф Слипый (17 февраля 1892 — 7 сентября 1984)           | 23 декабря 1963 | 7 сентября 1984 |      | С 1 ноября 1944 по 23 декабря 1963 — предстоятель как митрополит Галицкий |
| 2       |         | Его Высокопреосвященство кардинал Мирослав Иван Любачивский (24 июня 1914 — 14 декабря 2000) | 7 сентября 1984 | 14 декабря 2000 |      |                                                                           |
| 3       |         | Его Блаженство кардинал Любомир (Гузар) (26 февраля 1933 — 31 мая 2017)                      | 28 января 2001  | 21 августа 2005 |      | С 21 августа 2005 — предстоятель как Верховный архиепископ Киево-Галицкий |

## Верховные архиепископы Киево-Галицкие
В 2005 году с переносом престола главы УГКЦ в Киев титул предстоятеля УГКЦ был изменён на «Верховный Архиепископ Киево-Галицкий».
| Порядок | Портрет | Имя и годы жизни                                                        | Начало          | Конец           | Герб | Примечания |
| ------- | ------- | ----------------------------------------------------------------------- | --------------- | --------------- | ---- | --- |
| 1       |         | Его Блаженство кардинал Любомир (Гузар) (26 февраля 1933 — 31 мая 2017) | 21 августа 2005 | 10 февраля 2011 |      | С 28 января 2001 по 21 августа 2005 — предстоятель как Верховный архиепископ Львовский; Отрекся от управления церковью |
| 2       |         | Его Блаженство Святослав (Шевчук) (5 мая 1970 —)                        | 27 марта 2011   |                 |      | |